# Conus coelinae
Conus coelinae é uma espécie de gastrópode do gênero Conus, pertencente à família Conidae.